# プシー＝ラ＝カンパーニュ
プシー＝ラ＝カンパーニュ（仏: Poussy-la-Campagne）は、フランスのノルマンディー地域圏、カルヴァドス県の旧コミューン。2017年1月1日、周辺のコミューンと合併しコミューン・ヌーヴェル（fr）であるヴァランブレとなった。

## 地理
県都カーンから南東に15kmほどいった平野部にある。コミューン内に集落はひとつしかなく、田園地帯に家々がまとまっている。北でコントゥヴィルと、北東でビリーと、南東でフィエヴィル＝ブレイと、南でサン＝シルヴァンと、西でサン＝テニャン＝ド＝クラメニルとそれぞれ接する。

## 行政
- 首長 - エレーヌ・ジボー（Hélène Gibeau、無所属、2001年3月から）
- 前首長 - センジュ・エルフォール（Serge Herfort）

## 人口の推移[1]
| 1962年 | 1968年 | 1975年 | 1982年 | 1990年 | 1999年 | 2007年 |
| ------ | ------ | ------ | ------ | ------ | ------ | ------ |
| 82     | 86     | 83     | 94     | 90     | 92     | 97     |

## 観光スポット
- イフ墓地（1935年10月35日に歴史的建造物に登録）
- 聖ヴァース教会（12世紀建造、14世紀と18世紀に改築）